# 헤럴드메일
헤럴드메일(The Herald-Mail)는 메릴랜드주, 펜실베이니아주, 웨스트버지니아주 등 3개 주에 걸쳐 발행되는 미국의 지역 신문이다.